# Sean Bennett (wielrenner)
Sean Bennett (El Cerrito, 31 maart 1996) is een Amerikaans wielrenner .

## Carrière
In 2017 verzamelde Bennett in de laatste etappe van de Ronde van Bretagne genoeg punten om de leiding in het bergklassement over te nemen van Maxime Le Levandier en zo dat klassement te winnen. Omdat de Fransman in diezelfde etappe opgaf werd de Noor Kristoffer Skjerping tweede.
Voor het seizoen 2018 maakte Bennett de overstap naar CCB Foundation-Sicleri, maar nadat Adrien Costa eind januari bekendmaakte zijn carrière te beëindigen, werd Bennett alsnog toegevoegd aan de selectie van Hagens Berman Axeon. Eind maart werd Bennett zevende in Gent-Wevelgem voor beloften. Twee weken later eindigde hij op dezelfde plek in de beloftenversie van de Ronde van Vlaanderen. In de Ronde van de Gila eindigde Bennett bovenaan het jongerenklassement.

## Overwinningen
2017
Bergklassement Ronde van Bretagne
2018
Jongerenklassement Ronde van de Gila
6e etappe Girobio

## Resultaten in voornaamste wedstrijden
| Jaar | Ronde van Italië | Ronde van Frankrijk | Ronde van Spanje |
| ---- | ---------------- | ------------------- | ---------------- |
| 2019 | 106e             |                     |                  |
| 2020 | opgave           |                     |                  |
| 2021 |                  | 130e                |                  |

| Jaar | Amstel Gold Race | Luik-Bast.‑Luik | Ronde van Lombardije | Waalse Pijl |
| ---- | ---------------- | --------------- | -------------------- | ----------- |
| 2019 | opgave           |                 | opgave               | 101e        |
| 2020 |                  |                 |                      |             |
| 2021 | opgave           | 145e            | opgave               | 107e        |

## Ploegen
- 2016 –  An Post-Chain Reaction
- 2017 –  Jelly Belly p/b Maxxis
- 2018 –  CCB Foundation-Sicleri (tot 15-2)
- 2018 –  Hagens Berman Axeon (vanaf 16-2)
- 2019 –  EF Education First Pro Cycling
- 2020 –  EF Education First Pro Cycling
- 2021 –  Team Qhubeka-ASSOS
- 2022 –  China Glory

Bennett · Bovenhuis · Gate · Spark · McConvey · Montgomery · Scott · Shaw · Stannus · Stewart · Vereecken · Wastyn · Watson · Wilson · Fyffe (stagiair) · McKenna (stagiair)
Bennett · Berry · Castillo · Cheyne · Morton · Rathe · Sheehan · Shelden · Swirbul · Țvetcov · Wolfe
Bennett · Collins · Goral · Granigan · Harris · Humphreys · McCormack · Mead-Vancort · Mendez · Mitchell · Petrov · Sandoval · Schunk · Sitler · Willsey
Almeida · Anderson · Barta · Bennett · Bjerg · Blevins · Brown · Costa · Davis · Garrison · Mostov · I. Oliveira · R. Oliveira · Philipsen · Revard · Rice · Zijlaard
Bennett · van den Berg · Bettiol · Breschel · Brown · Caicedo · Carthy · Clarke · Craddock · Docker · Dombrowski · Higuita · Hofland · Howes · Kangert · Langeveld · Martínez · McLay · Modolo · Morton · Owen · Phinney · Scully · Urán · van Garderen · Vanmarcke · Villalobos · Whelan · Woods
Bennett · Bettiol · Caicedo · Carthy · Clarke · Cort · Craddock · Docker · Guerreiro · Halvorsen · Higuita · Hofland · Howes · Kangert · Keukeleire · Langeveld · Martínez · Morton · Owen · Powless · Rutsch · Scully · Urán · Van den Berg · Van Garderen · Vanmarcke · Villalobos (tot 1 augustus) · Whelan · Woods · Bissegger (stagiair)
Armée · Aru · Barbero · Bennett · Brown · Campenaerts · Claeys · Clarke · Dlamini · Frankiny · Gogl · Hansen · Henao · Janse van Rensburg · Lindeman · Nizzolo  · Pelucchi · Power · Pozzovivo · Schmid · Stokbro · Sunderland · Tanfield · Vacek · Vinjebo · Walscheid · Wiśniowski